# Othmar Klose
Othmar Klose, pseudonim Fred Pitts (ur. 13 października 1889 w Wiedniu, zm. 24 stycznia 1970 tamże) – austriacki kompozytor, także aranżer i autor tekstów. Tworzył zarówno muzykę popularną jak i poważną.
Syn maszynisty i późniejszego karczmarza z Döbling. W 1910 roku zaczął komponować. 3 marca 1912 roku w Neue Wiener Volksbühne odbyła się premiera jego pierwszej operetki Rouge ou noir. W wieku 24 lat pobierał lekcje u Th. Leszetyckiego, następnie występował jako solista i akompaniator fortepianowy. W 1917 poślubił Margarethę Magdalenę Schardmihlner. Trasy koncertowe w czasie wojny zabrały go m.in. do Berlina i Monachium. Po I wojnie światowej Klose ostatecznie przerzucił się na scenę kabaretową. Później koncertował w Jugosławii, Czechosłowacji i Szwecji. Jego shimmy Hawaiian Vision, opublikowane pod pseudonimem Fred Pitts w 1922 roku, stało się jego pierwszym poważnym sukcesem jako kompozytor. Później występował ponownie w Wiedniu jako pianista. Około 1937/38 prowadził własne wydawnictwo O.K. Edition, w którym publikował swoje przeboje i pieśni wiedeńskie.
W czasie II wojny światowej Klose pracował dla Czerwonego Krzyża. Od jesieni 1945 ponownie występował publicznie w Wiedniu, a w 1946 gościnnie w Szwajcarii. Od 1952 roku współpracował z aktorem i reżyserem Gottfriedem Treubergiem, z którym w 1962 założył Payerbacher Heimatspiele w Dolnej Austrii, dla którego powstało kilka sztuk teatralnych.

## Tango Violetta
Klose był autorem licznych kompozycji towarzyskich. Jego najbardziej popularym utworem jest tango „Violetta” (oryginalny niemiecki tytuł to Hör' mein Lied, Violetta) z 1937 roku, które skomponował wraz z Rudolfem Lukeschem. Tango to powstało jako parafraza motywu z opery Traviata Giuseppe Verdiego. Jako piosenka tango weszło do repertuarów Glenna Millera i Franka Sinatry. W Polsce tango to jest znane jako piosenka do tekstu Światopełka Karpińskiego i Jerzego Waldena (..."Całą noc bzy pachniały / Całą noc nie mogła spać...", często przerabiane na "...Całą noc psy szczekały / Całą noc nie mogłam spać..."). Wykonywali ją m.in. Janusz Popławski, Stefan Witas i Jan Ciżyński. Istnieje też druga wersja tekstu autorstwa Romana Chudzikowskiego, którą wykonywał m.in. Andrzej Bielecki.

## Znane kompozycje[4]
- operetka Rouge ou noir, 1912
- tango Violetta(inne języki), 1937 (z Rudolfem Lukeschem)
- muzyka do utworów G. Treuberga (Ein rotes Kreuz auf weißer Fahn’, Der Raxkönig, Der Spieler vom Turm, Der Napoleonbauer, Der Baron Zwiebel, Die Donaubraut)
- koncert na kontrabas A-dur op. 18,
- mazurek (mazurca di bravura) na kontrabas i orkiestrę
- muzyka kameralna (serenada op. 13 na kontrabas i fortepian; I rapsodia E-dur na kontrabas i fortepian)
- szlagier Kitty, komm in die City-Bar [tekst H. Planter]
- piosenka Hawaiian Vision [tekst F. Löhner]
- pieśni wiedeńskie (Im Stadtpark stengan so Bankerln, op. 54 [tekst E.W. Spahn],  I will halt nur a Weana sein, op. 200 [tekst Friedrich Feldner], Mein Wien, du kannst zufrieden sein [tekst K. M. Jäger]
- muzyka taneczna
- aranżacje solowych kompozycji Domenica Dragonettiego